# Гредзен, Дарья Александровна
Да́рья Алекса́ндровна Гре́дзен (род. 23 марта 2004, Новосибирск) — российская хоккеистка, вратарь красноярской «Бирюсы» и сборной России. Участница Олимпийских игр в Пекине.

## Биография
Карьеру начинала в барнаульском «Алтае» вместе со старшим братом Григорием. Играет с четырёх лет, в воротах — с семи.
С 10 лет играла в системе новокузнецкого «Металлурга». Всю взрослую карьеру проводит в «Бирюсе».
В 2022 году дебютировала в составе женской сборной России на Олимпиаде в Пекине. В первом матче с США вышла на лёд при счёте 0:5 и сумела отстоять на «ноль». В матче с Канадой вышла с первых минут, побив достижение Владислава Третьяка

## Вне спорта
Школу закончила в Красноярске, куда переехала ради хоккея в 15 лет. Учится в Красноярском государственном педагогическом университете.

## Достижения
Клубные:
- Бронзовый призёр чемпионата ЖХЛ в составе «Бирюсы» (2019/20)

В сборной:
- Участник Олимпийских игр в Пекине (2022)
- Победительница Кубка Европы U16 (2019 год)